# Anubis suturalis
Anubis suturalis là một loài bọ cánh cứng trong họ Cerambycidae.